# Ley de Matrimonios Reales de 1772
La Ley de Matrimonios Reales de 1772 es una ley del Parlamento del Reino Unido, que establece las condiciones bajo las cuales los miembros de la Familia Real Británica pueden contraer matrimonio, a fin de prevenir matrimonios que pudieran disminuir el estatus de la Casa Real.

## Disposiciones
La ley dice que ningún descendiente de Jorge II, hombre o mujer, distintos de las princesas que se hayan casado o con posterioridad se casen con "familias extranjeras", podrían casarse sin el consentimiento del monarca reinante, "manifestado bajo el gran sello y declarado en consejo". Ese consentimiento debe figurar en la licencia y en el registro de matrimonios, e introducido en los libros del Consejo Privado. Cualquier matrimonio contraído sin el consentimiento del monarca es nulo y queda sin efecto.
Sin embargo, cualquier miembro de la Familia Real mayor de 25 años al que se le haya negado el consentimiento del monarca puede casarse un año después de notificar al Consejo Privado su intención de contraer matrimonio, salvo que ambas cámaras del Parlamento declaren expresamente su desaprobación. Sin embargo, hasta ahora no ha habido ningún caso en el que el consentimiento formal del soberano haya sido negado por el Consejo.

## Parejas afectadas
- El 15 de diciembre de 1785, el hijo mayor del rey, Jorge, príncipe de Gales, se casó en privado, y en contravención de esta ley y la Ley de Establecimiento de 1701, en su casa en Park Lane, Londres, según los ritos de la Iglesia de Inglaterra, con las dos veces viuda, María Ana Fitzherbert, una católica practicante. A pesar de considerarse como un matrimonio canónicamente importante por los católicos, el matrimonio era ilegalmente inválido bajo los términos de la ley.

- El 4 de abril de 1793, el príncipe Augusto, sexto hijo del rey, se casó en contravención de la ley, en privado y sin testigos, según los ritos de la Iglesia de Inglaterra, en el Hotel Sarmiento, Roma, con Lady Augusta Murray y nuevamente, después de amonestaciones, el 5 de diciembre de 1795, en St. George, Hanover Square, Londres. Ambos matrimonios fueron declarados nulos y sin efecto por el Tribunal de Arches, el 14 de julio de 1794, y sus dos hijos fueron considerados posteriormente ilegítimos.

- Después de la muerte de Lady Augusta, el príncipe Augusto, ahora duque de Sussex, aparentemente se casó en segundas nupcias (no hay pruebas contemporáneas existentes), nuevamente en contravención de la ley, aproximadamente el 2 de mayo de 1831, en su casa en Great Cumberland Place, Londres, con Lady Cecilia Buggin, que ese día había tomado el apellido Underwood, en lugar de Buggin, y quien el 10 de abril de 1840, fue nombrada Duquesa de Inverness por la reina Victoria (el duque era el Conde de Inverness). La reina había, por lo tanto, como escribió a Lord Melbourne, "reconocido el efecto moral y religioso de todo lo que había ocurrido, y ella evitaría los efectos jurídicos de un matrimonio legal, que era lo que Su Majestad quería". La aceptación del matrimonio hubiera significado la aprobación del antiguo matrimonio del duque, y la legitimidad de sus dos hijos. Sin embargo, la pareja vivió junta, y fueron aceptados socialmente como marido y mujer.

- El 8 de enero de 1847, el primo de la reina, el príncipe Jorge de Cambridge, se casó mediante licencia de la Oficina de Facultad, pero en contravención de la ley, con Sarah Fairbrother, una actriz embarazada, con cuatro hijos ilegítimos (dos del duque y otros dos de otros hombres), en St James, Clerkenwell. Aproximadamente, alrededor de 1858, Sarah tomó el nombre de Sra. Fitzgeorge, pero el matrimonio no era válido, y es inexacto llamarlo un matrimonio morganático, como muchos lo han hecho. También es incorrecto decir que la reina Victoria se negó a dar su consentimiento a este matrimonio, ya que no fue solicitado de conformidad con la ley, siendo muy evidente que no se daría el consentimiento.

## Efectos generales
La ley invalida cualquier matrimonio siempre que sea celebrado o solemnizado en contravención de la misma. Un miembro de la Familia Real que contrae matrimonio violando la ley no pierde por ello su lugar en la línea de sucesión, pero la descendencia de esa unión es ilegítima por la anulación del matrimonio y por lo tanto no tienen ningún derecho en la sucesión.
La ley se aplica a los católicos, a pesar de que no tienen derecho a acceder al trono. No se aplica a los descendientes de Sofía de Hannover, que no son descendientes de Jorge II, a pesar de que todavía son elegibles para acceder al trono.
Se ha afirmado que el matrimonio del príncipe Augusto habría sido legal en Irlanda y Hannover, pero el Comité de Privilegios de la Cámara de los Lores dictaminó (en el Caso Sussex Peerage), el 9 de julio de 1844, que la ley incapacitaba a los descendientes de Jorge II de contraer matrimonio legal sin el consentimiento de la Corona, ya sea dentro de los dominios británicos o en otro lugar.
Los efectos de la ley, no siempre previstos, siguen siendo vigentes. Como ejemplo se ve en la Casa Real de Hannover, que descienden de Ernesto Augusto, duque de Cumberland, hijo menor del rey Jorge III, que heredó la corona de Hannover, según el orden de sucesión semi-sálica, cuando la Corona Británica pasó a su sobrina, la reina Victoria. Si bien sus descendientes perdieron la Corona Real de Hannover en 1866, y sus títulos británicos en 1918, como descendientes en línea masculina de Jorge II siguen requiriendo permiso para sus matrimonios al monarca británico.
Por lo tanto, el 11 de enero de 1999, Isabel II emitió la siguiente Declaración en Consejo: "Mis Lores, por la presente declaró Mi Consentimiento para el Contrato de Matrimonio entre Su Alteza Real el Príncipe Ernesto Augusto Alberto de Hanover, duque de Brunswick-Luneburgo y Su Alteza Serenísima la Princesa Carolina Luisa Margarita de Mónaco...". Sin este consentimiento el matrimonio habría sido nulo en el Reino Unido, donde la familia del novio posee propiedades y se reservan el derecho de solicitar la reanudación del Ducado de Cumberland, suspendido desde la Primera Guerra Mundial (igualmente, la corte monegasca notificó oficialmente a Francia sobre el matrimonio previsto entre Carolina con el príncipe Ernesto Augusto y recibió la garantía de que no habría objeción, de conformidad con el Tratado Franco-Monegasco de 1918). Sin embargo, dado que Ernesto Augusto se casó con una católica, perdió su lugar en la línea de sucesión al Trono Británico en virtud de la Ley de Establecimiento de 1701.
Todas las monarquías europeas, y muchos reinos no europeos, tienen leyes o tradiciones que requieren la aprobación previa del monarca para que los miembros de la dinastía reinante puedan contraer matrimonio. En Gran Bretaña, ya que la ley no ha sido modificada desde que fue originalmente aprobada, su ámbito de aplicación ha crecido ampliamente, afectando no solo a la Familia Real inmediata del Reino Unido, sino también a los parientes más lejanos del monarca. Por otra parte, su competencia es cada vez mayor: Mientras que las pasadas princesas británicas generalmente se casaban con miembros de dinastías extranjeras, eximiendo a sus descendientes de la ley, ahora la mayoría se casa con ciudadanos británicos, de modo que sus hijos también se sujetan a las restricciones de esta, al igual que sus descendientes protestantes que se casen con británicos. La aplicación de la ley tampoco limita el derecho de llevar el título oficial de "Princesa". A los efectos de la ley, ese término considera incluido a cualquier descendiente legítimo, mujer, de Jorge III, ya que cada uno hereda un derecho sobre la Corona Británica, a no ser que sea excluido por la ley.

## Exención Farran
En la década de 1950, Charles d'Olivier Farran, profesor de Derecho Constitucional en la Universidad de Liverpool, teorizó que la ley no podía aplicarse a cualquier persona que viviera, porque todos los miembros más cercanos de la familia real eran descendientes de princesas británicas que se habían casado con familias extranjeras.
Muchos de los descendientes de Jorge II, en línea femenina, se volvieron a casar con miembros de la Familia Real Británica. Particularmente, la Reina y otros miembros de la Casa de Windsor descienden (a través de la reina Alejandra) de dos hijas de Jorge II (María, Landgravina de Hesse y Luisa, reina de Dinamarca, que se casaron con gobernantes extranjeros, Federico II, landgrave de Hesse-Kassel y Federico V de Dinamarca, respectivamente).
Esta llamada "Exención Farran", fue tomada con amplia publicidad, pero los argumentos en su contra fueron presentados por D. Clive Parry, miembro del Downing College, Cambridge, y la interpretación Farran fue ignorada. El consentimiento de los matrimonios en miembros de la Familia Real (incluyendo parientes lejanos de la casa de Hannover), continúan siendo solicitados y concedidos.
Clive Parry señaló que la teoría de la "Exención Farran" complicaría todo aún más dado que todos los descendientes protestantes de la electora Sofía de Hannover, antepasada de los monarcas del Reino Unido desde 1714, habían tenido derecho a la ciudadanía británica en virtud del derecho del Acta de Naturalización de Sofía de 1705 (si se había nacido antes de 1948, cuando la ley fue derogada). Por lo tanto, algunos matrimonios de princesas británicas con monarcas y príncipes europeos no eran, por ley, matrimonios con extranjeros. Por ejemplo, el matrimonio de la princesa Isabel con el príncipe Felipe, duque de Edimburgo, por nacimiento príncipe griego y danés, pero descendiente de la electora Sofía, era el matrimonio con un súbdito británico, incluso si él no se hubiese naturalizado previamente británico. Esto también significaría, teóricamente, por ejemplo, que la actual Familia Real de Noruega está sujetada a esta ley, porque el matrimonio de la princesa Maud, hija del rey Eduardo VII, con el futuro Haakon VII de Noruega, fue el matrimonio con un súbdito británico, ya que Haakon desciende de la electora Sofía.

## Exención de Eduardo VIII
En 1936, la Declaración de Abdicación de Su Majestad de 1936, excluyó específicamente a Eduardo VIII de las disposiciones de esta ley por su abdicación, lo que le permitió casarse con la divorciada Wallis Simpson. Los términos de la declaración también excluyeron a la descendencia del matrimonio.

## Propuestas de derogación o modificación
El Proyecto de Ley de Sucesión a la Corona, proyecto de un miembro privado, presentado al Parlamento británico el 9 de diciembre de 2004, derogaba la ley en su totalidad. Sin embargo, el proyecto de ley fue retirado, el 15 de enero de 2005, por su autor, después de haber dicho que no recibiría el apoyo del Gobierno.
En octubre de 2011, David Cameron escribió a los líderes de la Commonwealth, proponiendo que la ley se limitase a las primeras seis personas en la línea de sucesión al Trono. Los líderes aprobaron el cambio propuesto en la cumbre de Australia.